# HD 205739 b

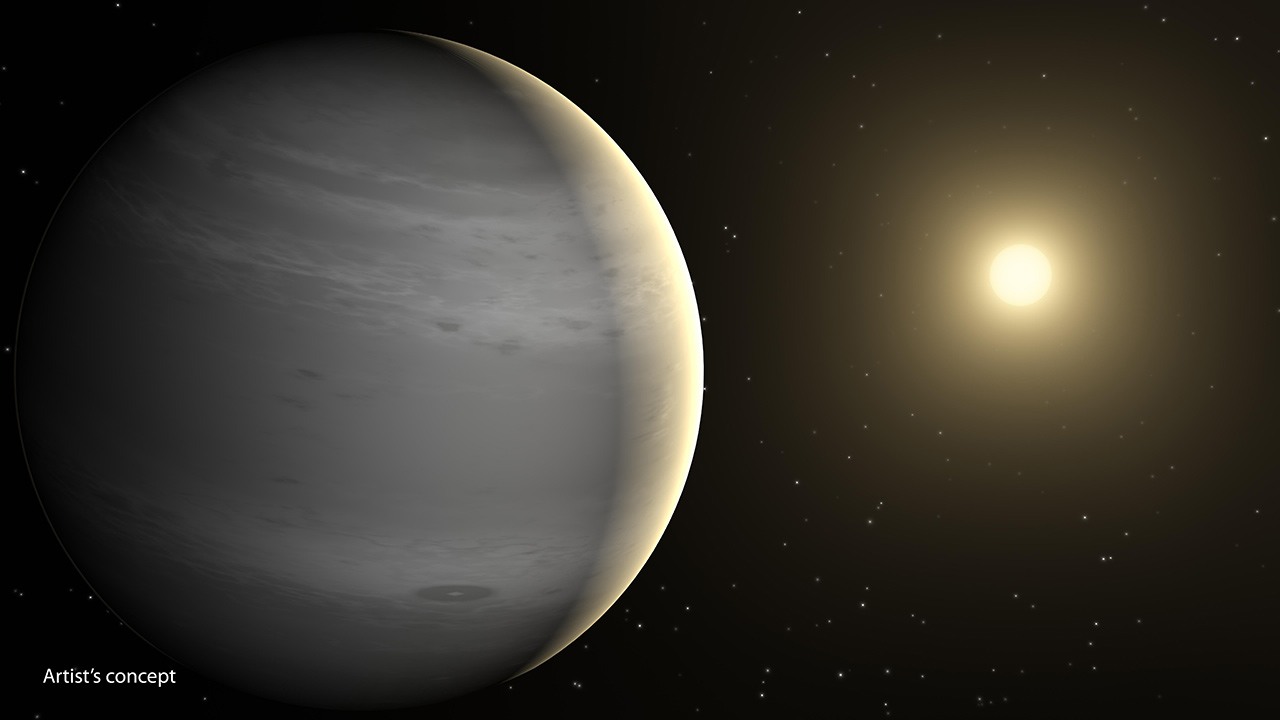

HD 205739 b는 남쪽물고기자리 방향으로 지구로부터 약 295 광년 떨어진 곳에 있는 항성 HD 205739 주위를 도는, 외계 행성이다. 최소 질량은 목성의 37퍼센트이며 공전궤도 반지름은 지구~태양 거리의 90퍼센트 정도이다. 2008년 9월 5일 라스 캄파나스 천문대의 망원경을 이용, Lopez-Morales 연구진이 발견하였다.
항성과의 거리를 고려할 때 b의 대기 상층부 평균 기온은 400 켈빈 정도이다. 그러나 행성의 궤도이심률을 고려하면, 행성의 1년 동안 대기 온도는 100켈빈에 걸친 변화를 보일 것이다.

## 같이 보기
- HD 154672 b

## 참고 문헌
- (영어) Mercedes Lopez-Morales 연구진 (2008). “Two Jupiter-Mass Planets Orbiting HD 154672 and HD 2057391”. arXiv:0809.1037v1 [astro-ph].